# Liste der Baudenkmäler in Reit im Winkl
Auf dieser Seite sind die Baudenkmäler in der oberbayerischen Gemeinde Reit im Winkl zusammengestellt. Diese Tabelle ist eine Teilliste der Liste der Baudenkmäler in Bayern. Grundlage ist die Bayerische Denkmalliste, die auf Basis des Bayerischen Denkmalschutzgesetzes vom 1. Oktober 1973 erstmals erstellt wurde und seither durch das Bayerische Landesamt für Denkmalpflege geführt wird. Die folgenden Angaben ersetzen nicht die rechtsverbindliche Auskunft der Denkmalschutzbehörde.

## Baudenkmäler nach Ortsteilen

### Reit im Winkl
| Lage                           | Objekt                                  | Beschreibung | Akten-Nr.     | Bild                                    |
| ------------------------------ | --------------------------------------- | --- | ------------- | --------------------------------------- |
| Brunnenstraße 1 (Standort)     | Ehemaliges Bauernhaus                   | Wohnteil mit zwei Lauben und profilierten Pfettenköpfen, bezeichnet mit dem Jahr 1766.                                                    | D-1-89-139-2  | weitere Bilder                          |
| Dorfstraße 10 (Standort)       | Ehemaliges Bauernhaus                   | Wohnteil mit Blockbau-Obergeschoss, Rotmarmorportal und bemalten Pfettenköpfen, zweimal bezeichnet mit dem Jahr 1769.                     | D-1-89-139-4  | weitere Bilder                          |
| Hausbergstraße 3 (Standort)    | Ehemaliges Kleinbauernhaus mit Schmiede | Blockbau-Obergeschoss mit Bretterlauben, Firstpfette bezeichnet mit dem Jahr 1681.                                                        | D-1-89-139-5  | Ehemaliges Kleinbauernhaus mit Schmiede |
| Kälberpoint (Standort)         | Kriegergedächtniskapelle                | Barockisierender Zentralbau mit ummauertem Vorhof, von Bruno Biehler, 1922–24; am Grünbühel.                                              | D-1-89-139-12 | Kriegergedächtniskapelle                |
| Kirchplatz 1 (Standort)        | Katholische Pfarrkirche St. Pankratius  | Einheitlicher neubarocker Saalbau, von Josef Elsner jun., 1911–13; mit Ausstattung.                                                       | D-1-89-139-6  | weitere Bilder                          |
| Kirchplatz 8 (Standort)        | Landhaus im Gebirgsstil                 | Mit Eingangsloggia und zwei Eckerkern, Blockbau-Obergeschoss mit Balusterlauben, bezeichnet mit dem Jahr 1921.                            | D-1-89-139-7  | weitere Bilder                          |
| Nähe Tiroler Straße (Standort) | Pestsäule                               | Angeblich 1634. | D-1-89-139-9  | Pestsäule                               |
| Rathausplatz 8 (Standort)      | Ehemaliges Bauernhaus                   | Wohnteil mit Blockbau-Obergeschoss und zwei Lauben, erbaut 1718/19.                                                                       | D-1-89-139-8  | weitere Bilder                          |
| Weitseestraße 11 (Standort)    | Kleinhaus                               | Kern erste Hälfte 18. Jahrhundert, Blockbau-Obergeschoss an der Firstpfette bezeichnet mit dem Jahr 1834; jetzt Heimatmuseum Hausenhäusl. | D-1-89-139-11 | Kleinhaus                               |

### Blindau
| Lage                                     | Objekt                                                      | Beschreibung                                                                                    | Akten-Nr.     | Bild                    |
| ---------------------------------------- | ----------------------------------------------------------- | ----------------------------------------------------------------------------------------------- | ------------- | ----------------------- |
| Blindauer Straße 2 (Standort)            | Ehemaliges Kleinbauernhaus                                  | Mit zwei Lauben und reich geschnitzten Pfettenköpfen, Firstpfette bezeichnet mit dem Jahr 1805. | D-1-89-139-13 | BW                      |
| in Blindau (Standort)                    | Kath. Kapelle                                               | 1855 errichtet; mit Ausstattung                                                                 | D-1-89-139-14 | BW                      |
| Fellhornweg; Blindauer Straße (Standort) | Bildstock aus Rotmarmor                                     | Wohl erste Hälfte 17. Jahrhundert.                                                              | D-1-89-139-15 | Bildstock aus Rotmarmor |
| Obere Hemmersuppenalm 3 (Standort)       | Almkapelle St. Anna                                         | Bruchsteinbau mit Scharschindeldach und Dachreiter, erbaut 1906.                                | D-1-89-139-16 | weitere Bilder          |
| Obere Hemmersuppenalm 4 (Standort)       | Almkaser (Feichtenbauerkaser)                               | Gemauert, an der Firstpfette bezeichnet mit dem Jahr 1760.                                      | D-1-89-139-17 | BW                      |
| Obere Hemmersuppenalm 5 (Standort)       | Almkaser (Demmelkaser)                                      | Gemauert, Giebel in Blockbauweise, an der Firstpfette bezeichnet mit dem Jahr 1830.             | D-1-89-139-18 | BW                      |
| Obere Hemmersuppenalm 10 (Standort)      | Almkaser (Lehrbergerkaser)                                  | Gemauert, an der Firstpfette bezeichnet mit dem Jahr 1779.                                      | D-1-89-139-19 | BW                      |
| Obere Hemmersuppenalm 11 (Standort)      | Almkaser (Schwenderhütte)                                   | Gemauert, an der Firstpfette bezeichnet mit dem Jahr 1738.                                      | D-1-89-139-20 | BW                      |
| Obere Hemmersuppenalm 11 (Standort)      | Zwei Klaubsteinmauer-Einfriedungen des Penzmüller-Almangers | 18./19. Jahrhundert, zuletzt erneuert um 1930.                                                  | D-1-89-139-22 | BW                      |
| Obere Hemmersuppenalm 12 (Standort)      | Almkaser (Steinbacherkaser)                                 | Gemauert, an der Firstpfette bezeichnet mit dem Jahr 1777.                                      | D-1-89-139-21 | BW                      |

### Entfelden
| Lage                           | Objekt                                         | Beschreibung | Akten-Nr.     | Bild                |
| ------------------------------ | ---------------------------------------------- | --- | ------------- | ------------------- |
| Chiemseestraße 16 (Standort)   | Bauernhaus                                     | Stattlicher verputzter Massivbau, zweigeschossig mit Kniestock und Balusterlauben, an der Firstpfette bezeichnet mit dem Jahr 1843. | D-1-89-139-23 | BW                  |
| Chiemseestraße 16 (Standort)   | Katholische Kapelle                            | Erste Hälfte 18. Jahrhundert; mit Ausstattung.                                                                                      | D-1-89-139-25 | Katholische Kapelle |
| Nähe Petscheckwiese (Standort) | Sogenannte Eckkapelle (Alt-St. Pankraz am Eck) | Erbaut um 1710; mit Ausstattung. | D-1-89-139-26 | BW                  |

### Unterbichl
| Lage                              | Objekt                                          | Beschreibung | Akten-Nr.     | Bild           |
| --------------------------------- | ----------------------------------------------- | --- | ------------- | -------------- |
| Tiroler Straße 53 (Standort)      | Bauernhaus                                      | Mit Blockbau-Obergeschoss, Giebel und Hochlaube, bezeichnet mit dem Jahr 1716; ehemals zugehöriger zweigeschossiger Getreidekasten, 17./18. Jahrhundert, jetzt Tiroler Straße 51.                 | D-1-89-139-33 | weitere Bilder |
| Unterbichler Straße 1 (Standort)  | Bildstock aus Rotmarmor, sogenannte „Pestsäule“ | Angeblich 1634. | D-1-89-139-34 | weitere Bilder |
| Unterbichler Straße 9 (Standort)  | Bauernhaus                                      | Wohnteil mit Balusterlauben und reicher Fassadenmalerei (figürlich Spätrokoko, ornamental im Maximilianstil), zweite Hälfte 18. und Mitte 19. Jahrhundert, Wirtschaftsteil mit offener Blockwand. | D-1-89-139-35 | BW             |
| Unterbichler Straße 14 (Standort) | Bauernhaus                                      | Wohnteil massiv mit Balusterlauben, an der Firstpfette bezeichnet mit dem Jahr 1799, Wirtschaftsteil mit Blockbau-Obergeschoss.                                                                   | D-1-89-139-36 | BW             |
| Unterbichler Straße 22 (Standort) | Bauernhaus mit Blockbau-Obergeschoss            | Im Kern 17./18. Jahrhundert, Kniestock und Dach später. | D-1-89-139-37 | BW             |

### Winklmoos-Alm
| Lage                          | Objekt                                                    | Beschreibung | Akten-Nr.     | Bild                                                      |
| ----------------------------- | --------------------------------------------------------- | --- | ------------- | --------------------------------------------------------- |
| Dürrnbachhornweg 2 (Standort) | Almkaser (Zenzkaser)                                      | Gemauert, Giebel in Blockbau, am First bezeichnet mit dem Jahr 1792. | D-1-89-139-39 | BW                                                        |
| Dürrnbachhornweg 5 (Standort) | Almkaser (ehemaliger Jacklschusterkaser), jetzt DAV-Hütte | Blockbau, am First bezeichnet mit dem Jahr 1824. | D-1-89-139-40 | Almkaser (ehemaliger Jacklschusterkaser), jetzt DAV-Hütte |
| Klammweg 8 (Standort)         | Almkaser (Widhölzlkaser)                                  | lockbau, 18. Jh. | D-1-89-139-43 | BW                                                        |
| Klammweg 10 (Standort)        | Almkaser (Sotterkaser)                                    | Blockbau, am First bezeichnet mit dem Jahr 1813. | D-1-89-139-44 | Almkaser (Sotterkaser)                                    |
| Steintal 2 (Standort)         | Bergkirche St. Johann im Gebirg                           | Längsrechteckige Anlage mit Ummauerung aus Findlingen, nördliche Hälfte als Kirchenraum ausgebildet mit steil aufragendem Pultdach über offenem Tragwerk und vollständig verglaster Stirnwand zum Innenhof, gegenüberliegend Nebenräume in Höhe der Umfassungsmauer, am Eingang Glockenständer aus Stahlprofilen, von Josef Wiedemann, 1963/66; mit Ausstattung. | D-1-89-139-46 | Bergkirche St. Johann im Gebirg                           |
| Winklmoosalm (Standort)       | Almkapelle                                                | Gemauerter Satteldachbau, erbaut 1905. | D-1-89-139-45 | Almkapelle                                                |

### Weitere Ortsteile
| Lage                                          | Objekt                                          | Beschreibung | Akten-Nr.     | Bild                                        |
| --------------------------------------------- | ----------------------------------------------- | --- | ------------- | ------------------------------------------- |
| Dürrnbachalm 1 (Standort)                     | Almkaser (Lummer-Kaser)                         | Blockbau, an der Firstpfette bezeichnet mit dem Jahr 1919. | D-1-89-139-48 | Almkaser (Lummer-Kaser)                     |
| Groissenbach, Schmiedweg 1 (Standort)         | Ehemaliges Bauernhaus mit Blockbau-Obergeschoss | Im Kern Mitte 18. Jahrhundert. | D-1-89-139-27 | BW                                          |
| Groissenbach,Weitseestraße 33 (Standort)      | Wohnhaus, ehemaliges Försteranwesen             | Massivbau mit überstehendem Steilsatteldach, Rotmarmorportal bezeichnet mit dem Jahr 1796. | D-1-89-139-28 | Wohnhaus, ehemaliges Försteranwesen         |
| Obergschwend (Standort)                       | Gschwendtalm                                    | Vorkaser aus Bruchsteinmauerwerk, an der Firstpfette bezeichnet mit dem Jahr 1759, Stall zum Teil verschalte Holzständerkonstruktion.                                                                                       | D-1-89-139-51 | BW                                          |
| Hahnenfilzen (Standort)                       | Forstdiensthütte (sogenannte Hahnfilzhütte)     | Erdgeschoss massiv, Obergeschoss Blockbau, an der Firstpfette bezeichnet mit dem Jahr 1855; nordwestlich unterhalb der Winklmoos-Alm.                                                                                       | D-1-89-139-47 | Forstdiensthütte (sogenannte Hahnfilzhütte) |
| Oberbichl, Nähe Oberbichler Straße (Standort) | Sogenannte „Kronbichler Kapelle“                | Erbaut 1694; mit Ausstattung. | D-1-89-139-31 | Sogenannte „Kronbichler Kapelle“            |
| Oberbichl, Oberbichler Straße 9 (Standort)    | Ehemaliges Bauernhaus                           | Mit Blockbau-Obergeschoss und Lauben, im Kern 17./18. Jahrhundert, 1878 erhöht. | D-1-89-139-29 | BW                                          |
| Oberbichl, Oberbichler Straße 10 (Standort)   | Ehemaliges Bauernhaus                           | Mit Blockbau-Obergeschoss, umlaufender Laube und verbretterter Hochlaube, an der Firstpfette bezeichnet mit dem Jahr 1668; kleines Nebengebäude mit Blockbau-Obergeschoss, wohl ehemaliger Getreidekasten, 18. Jahrhundert. | D-1-89-139-30 | BW                                          |
| Seegatterl, Knauergschwend (Standort)         | Knauergschwend-Alm (Niederalm)                  | Kaser, Massivbau mit Blockbaugiebel, an der Firstpfette bezeichnet mit dem Jahr 1813; zugehörig Stadel in überkämmter Blockbauweise, etwa 100 m westlich.                                                                   | D-1-89-139-49 | Knauergschwend-Alm (Niederalm)              |
| Staffeggalm (Standort)                        | Staffeggalm (Niederalm)                         | Wohnkaser, überkämmter Blockbau, an der Firstpfette bezeichnet mit dem Jahr 1508; zugehöriger Futterstall, zweigeschossiger, überkämmter Blockbau, spätes 18. Jahrhundert.                                                  | D-1-89-139-52 | BW                                          |
| Untere Hemmersuppenalm 6 (Standort)           | Stallstadel                                     | Zum Menken-Kaser zugehöriger stattlicher Bau mit überkämmtem Blockbau-Obergeschoss, wohl zweite Hälfte 18. Jahrhundert. | D-1-89-139-50 | BW                                          |